# Stegnobrisinga
Genre
Synonymes
- Brisinga (Stegnobrisinga) Fisher, 1916[2]

Stegnobrisinga est un genre d'étoiles de mer complexes de la famille des Brisingidae.

## Liste des espèces
Selon World Register of Marine Species (29 octobre 2020) :
- Stegnobrisinga gracilis (Koehler, 1909)
- Stegnobrisinga placoderma Fisher, 1916
- Stegnobrisinga splendens H.L. Clark, 1926